# Arctognathus
Arctognathus (mandíbulas de oso) es un género extinto de terápsidos. Arctognathus es un gorgonópsido pequeño caracterizado por su hocio corto y redondeado. Actualmente se reconocen dos especies, A. curvimola y A. breviceps y otras dos que se encuentran cuestionadas, A. cookei y A. nasuta.

## Galería

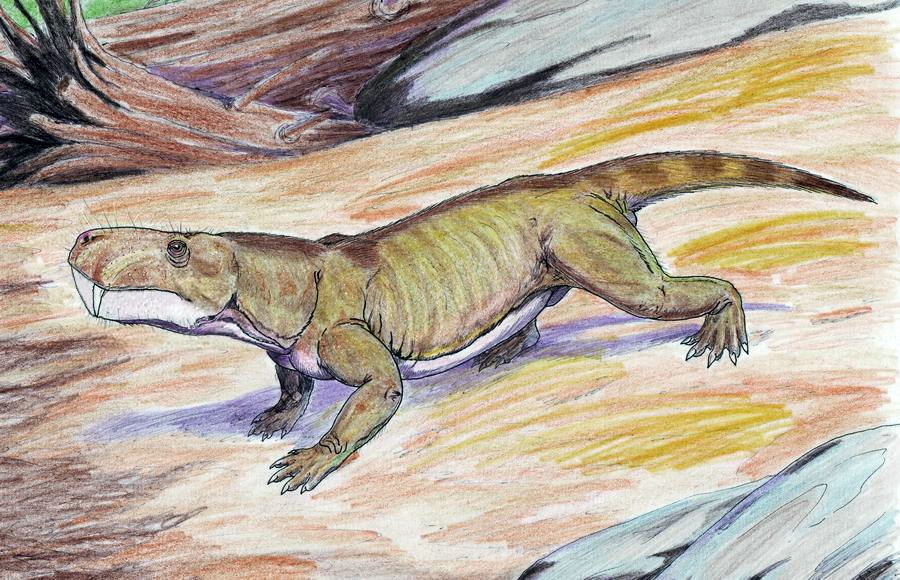
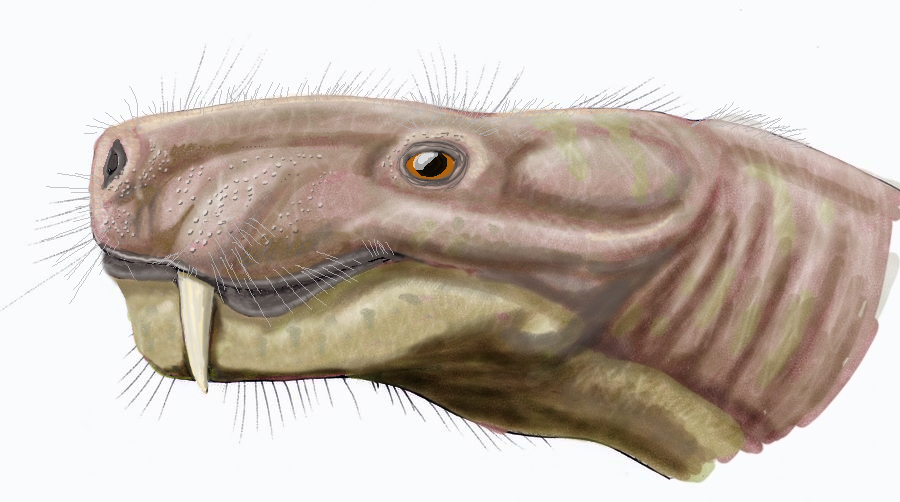
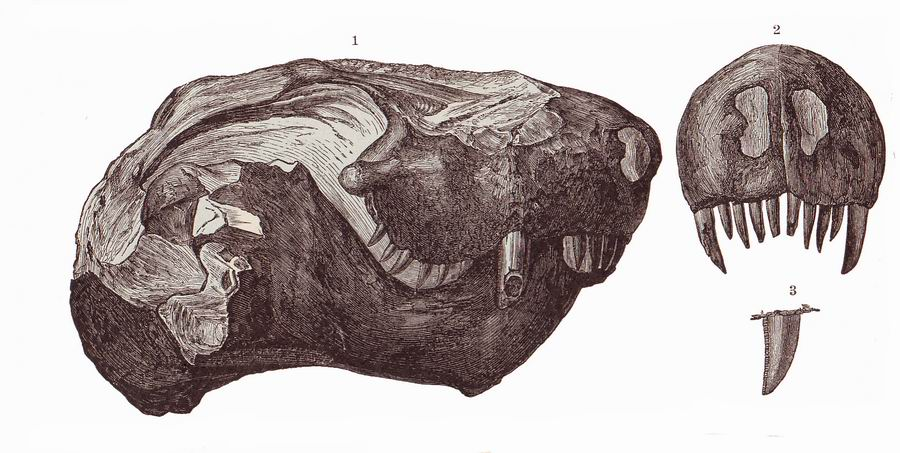